# Morze (powiat hajnowski)
Morze – wieś w Polsce położona w województwie podlaskim, w powiecie hajnowskim, w gminie Czyże.

## Historia
Wieś królewska w leśnictwie  bielskim w ziemi bielskiej województwa podlaskiego w 1795 roku. 
Według Pierwszego Powszechnego Spisu Ludności, przeprowadzonego w 1921 r., wieś liczyła 355 mieszkańców (178 kobiet i 177 mężczyzn) zamieszkałych w 72 domach. Wszyscy ówcześni mieszkańcy miejscowości zadeklarowali białoruską przynależność narodową oraz wyznanie prawosławne.
W latach 1975–1998 miejscowość należała administracyjnie do województwa białostockiego.
Wieś w 2011 roku zamieszkiwało 170 osób.

## Obiekty sakralne
We wsi znajduje się prawosławny cmentarz z kaplicą pod wezwaniem św. Proroka Eliasza, podlegającą parafii w Starym Korninie. Natomiast wierni kościoła rzymskokatolickiego należą do parafii Podwyższenia Krzyża Świętego i św. Stanisława, Biskupa i Męczennika w Hajnówce.

## Osoby urodzone  w Morzu
- Wiktor Szwed(inne języki) – białoruski poeta (1925–2020)[10]